# Il gladiatore di Roma
Il gladiatore di Roma è un film del 1962 diretto da Mario Costa.

## Trama
Il film è ambientato nella Roma dell'imperatore Caracalla. La famiglia dei Valerii, caduta in disgrazia, è perseguitata dal popolo romano.
Tra questi vi sono Marcus e Nisa, figli del defunto re della Cilicia; l'avvento del nuovo imperatore Macrino cambia la situazione.